# Sega VCO Object
La Sega VCO Object es una videoconsola de arcade lanzada por Sega en 1981.Fue uno de los primeros sistemas diseñado específicamente para el escalado de sprites. Se utilizaba para el videojuego de carreras en tercera persona Turbo (1981), el Matamarcianos en tercera persona Buck Rogers: Planet of Zoom (1982), y el Videojuego de disparos en 3D estereoscópicas SubRoc-3D (1982).

## Características de VCO
- CPU: Z80 @ 5 MHz
- Tarjeta de sonido: Personalizable
- Resolución de pantalla: 288 x 256
- Colores: 512

## Videojuegos de VCO Object
- Turbo (1981)
- SubRoc-3D (1982)
- Zoom 909 (1982)
- Buck Rogers: Planet of Zoom (1982)